# Tony Pollard
(en) Statistiques sur pro-football-reference
Tony Randall Pollard, né le 30 avril 1997 à Memphis dans le Tennessee, est un joueur professionnel américain de football américain évoluant au poste de Running back dans la National Football League (NFL) depuis la saison 2019 jouant actuellement pour les Titans du Tennessee.
Au niveau universitaire, il a joué pendant trois saisons dans la NCAA Division I FBS et son American Athletic Conference (AAC) pour les Tigers de l'université de Memphis (2016-2018) où il sera désigné meilleur joueur des équipes spéciales de l'AAC en 2016 et 2017. Reconnu joueur All-American en 2017 (spécialiste des retours en équipes spéciale), il est sélectionné dans la première équipe de l'AAC en 2016 et 2017.
Sélectionné au 128e choix global lors du 4e tour de la draft 2019 de la NFL par la franchise des Cowboys de Dallas, il y reste cinq saisons, obtenant une sélection pour le Pro Bowl au terme de sa saison 2022.
Devenu agent libre après la saison 2023, il rejoint les Titans du Tennessee le 14 mars 2024.

## Identité visuelle

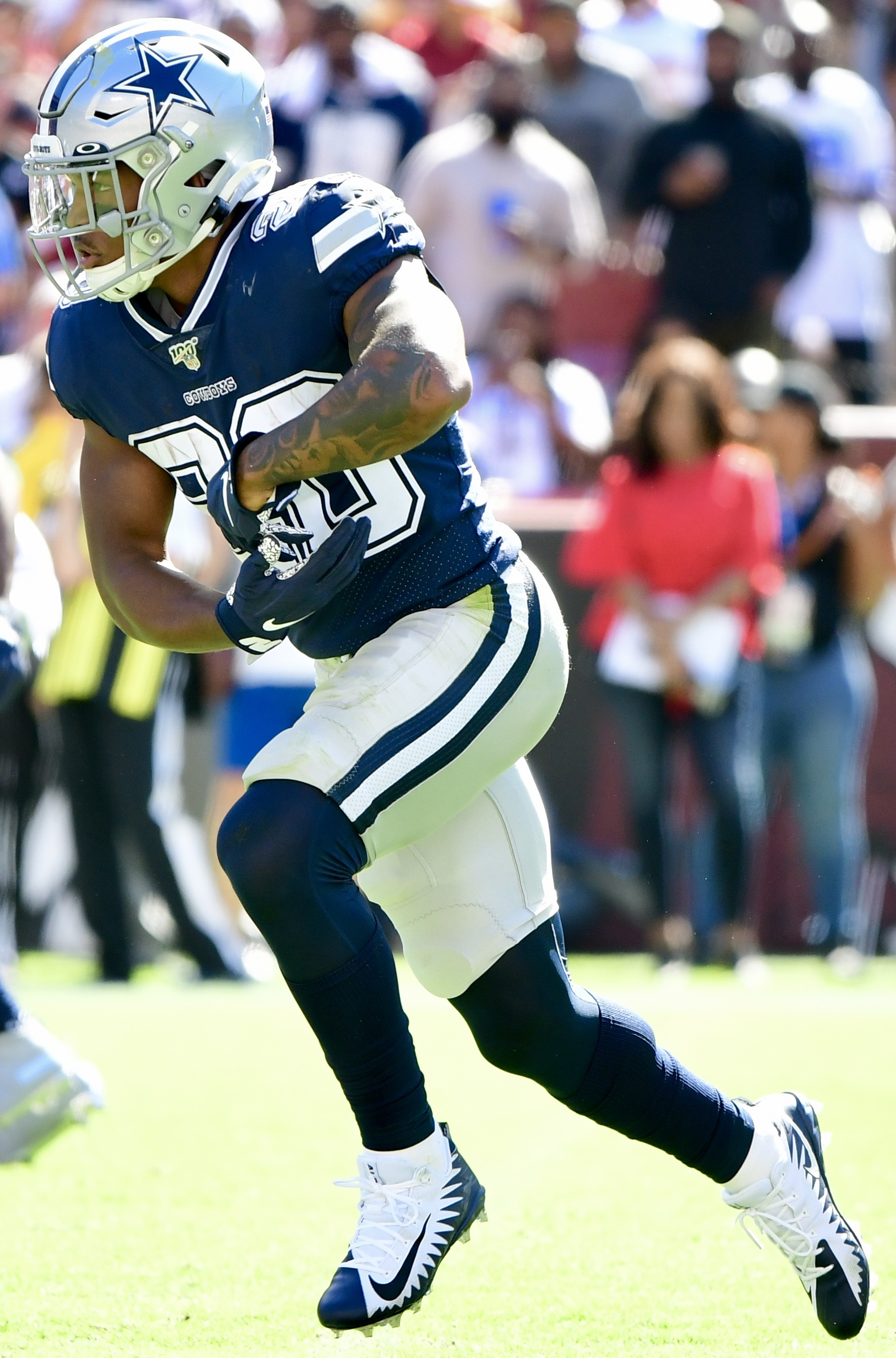
Tony Pollards en 2019 chez les Cowboys.